# Primera División de Chile 1968
El Campeonato Nacional de Fútbol de la Primera División de 1968 fue el torneo disputado en la 36.ª temporada de la máxima categoría del fútbol profesional chileno, con la participación de 18 equipos.
El torneo se dividió en dos zonas basadas en un criterio geográfico:
- Metropolitano (8 equipos. Todos de Santiago)
- Provincial (10 equipos. Del resto del país)

Los 5 primeros de cada torneo clasifican al Nacional (Fase Final). 
Los equipos restantes juegan el Torneo Promocional.
Este formato de torneo se importó desde Argentina, que desde 1966 lo utilizaba, brindándole buenas remuneraciones y más emoción al campeonato.  Si bien tuvo un buen efecto, ya que todos los equipos aumentaron sus recaudaciones, sin embargo debió ser reformado, toda vez que Colo-Colo no clasificó al Torneo Nacional, restándole atractivo al campeonato.
El campeón fue Santiago Wanderers que logró su segundo campeonato, luego de 10 años.

## Torneo Metropolitano
| Pos | Equipo               | PJ | PG | PE | PP | GF | GC | Dif | Pts |
| --- | -------------------- | -- | -- | -- | -- | -- | -- | --- | --- |
| 1   | Universidad de Chile | 14 | 9  | 1  | 4  | 34 | 18 | 16  | 19  |
| 2   | Audax Italiano       | 14 | 5  | 7  | 2  | 26 | 23 | 3   | 17  |
| 3   | Universidad Católica | 14 | 5  | 4  | 5  | 17 | 16 | 1   | 14  |
| 4   | Santiago Morning     | 14 | 5  | 4  | 5  | 28 | 38 | -10 | 14  |
| 5   | Colo-Colo            | 14 | 4  | 5  | 5  | 30 | 25 | 5   | 13  |
| 6   | Unión Española       | 14 | 5  | 3  | 6  | 25 | 24 | 1   | 13  |
| 7   | Palestino            | 14 | 4  | 5  | 5  | 23 | 23 | 0   | 13  |
| 8   | Magallanes           | 14 | 2  | 5  | 7  | 18 | 34 | -16 | 9   |

PJ=Partidos jugados; PG=Partidos ganados; PE=Partidos empatados; PP=Partidos perdidos; GF=Goles a favor; GC=Goles en contra; Dif=Diferencia de gol; Pts=Puntos
|  | Clasifica al Torneo Nacional. |
|  | Juega ronda de desempate.     |

### Desempate 5º Lugar
| Pos | Equipo         | PJ | PG | PE | PP | GF | GC | Dif | Pts |
| --- | -------------- | -- | -- | -- | -- | -- | -- | --- | --- |
| 1   | Palestino      | 2  | 1  | 1  | 0  | 3  | 1  | 2   | 3   |
| 2   | Colo-Colo      | 2  | 1  | 0  | 1  | 4  | 3  | 1   | 2   |
| 3   | Unión Española | 2  | 0  | 1  | 1  | 0  | 3  | -3  | 1   |

PJ=Partidos jugados; PG=Partidos ganados; PE=Partidos empatados; PP=Partidos perdidos; GF=Goles a favor; GC=Goles en contra; Dif=Diferencia de gol; Pts=Puntos
|  | Clasifica al Torneo Nacional. |

| 7 de agosto de 1968 | Palestino | 0 : 0 | Unión Española | Nacional, Santiago                                    |  |
|                     |           |       |                | Asistencia: 11.138 espectadores Árbitro(s): J. Cruzat |  |

| 11 de agosto de 1968 | Palestino                                 | 3 : 1 | Colo-Colo  | Nacional, Santiago                                     |                                                        |
|                      | Villagarcía 35' · Riveros 37' · Moris 71' |       | Zelada 45' | Asistencia: 30.315 espectadores Árbitro(s): D. Massaro | Asistencia: 30.315 espectadores Árbitro(s): D. Massaro |

| 15 de agosto de 1968 | Colo-Colo                                   | 3 : 0 | Unión Española | Nacional, Santiago                                        |                                                           |
|                      | Valdés 27' · Beiruth 34' · Valenzuela 36' · |       |                | Asistencia: 18.123 espectadores Árbitro(s): R. Hormazábal | Asistencia: 18.123 espectadores Árbitro(s): R. Hormazábal |

## Torneo Provincial
| Pos | Equipo              | PJ | PG | PE | PP | GF | GC | Dif | Pts |
| --- | ------------------- | -- | -- | -- | -- | -- | -- | --- | --- |
| 1   | Deportes Concepción | 18 | 8  | 7  | 3  | 23 | 12 | 11  | 23  |
| 2   | Santiago Wanderers  | 18 | 7  | 7  | 4  | 23 | 15 | 8   | 21  |
| 3   | Huachipato          | 18 | 6  | 8  | 4  | 28 | 14 | 14  | 20  |
| 4   | Green Cross         | 18 | 8  | 4  | 6  | 21 | 18 | 3   | 20  |
| 5   | Rangers             | 18 | 3  | 11 | 4  | 14 | 16 | -2  | 17  |
| 6   | Deportes La Serena  | 18 | 6  | 5  | 7  | 14 | 17 | -3  | 17  |
| 7   | Unión La Calera     | 18 | 6  | 5  | 7  | 18 | 25 | -7  | 17  |
| 8   | Everton             | 18 | 6  | 5  | 7  | 24 | 32 | -8  | 17  |
| 9   | Unión San Felipe    | 18 | 5  | 5  | 8  | 24 | 32 | -8  | 15  |
| 10  | O'Higgins           | 18 | 5  | 3  | 10 | 22 | 30 | -8  | 13  |

PJ=Partidos jugados; PG=Partidos ganados; PE=Partidos empatados; PP=Partidos perdidos; GF=Goles a favor; GC=Goles en contra; Dif=Diferencia de gol; Pts=Puntos
|  | Clasifica al Torneo Nacional. |
|  | Juega ronda de desempate.     |

### Desempate 5º Lugar
| Pos | Equipo             | PJ | PG | PE | PP | GF | GC | Dif | Pts |
| --- | ------------------ | -- | -- | -- | -- | -- | -- | --- | --- |
| 1   | Everton            | 3  | 2  | 0  | 1  | 8  | 3  | 5   | 4   |
| 2   | Deportes La Serena | 3  | 2  | 0  | 1  | 5  | 3  | 2   | 4   |
| 3   | Rangers            | 3  | 2  | 0  | 1  | 4  | 5  | -1  | 4   |
| 4   | Unión La Calera    | 3  | 0  | 0  | 3  | 2  | 8  | -6  | 0   |

PJ=Partidos jugados; PG=Partidos ganados; PE=Partidos empatados; PP=Partidos perdidos; GF=Goles a favor; GC=Goles en contra; Dif=Diferencia de gol; Pts=Puntos
|  | Clasifica al Torneo Nacional. |

1º Fecha
| 21 de agosto de 1968 | Deportes La Serena | 2 : 1 | Everton      | Santa Laura, Santiago                                  |                                                        |
|                      | Aracena 53', 87'   |       | Martínez 37' | Asistencia: 10.825 espectadores Árbitro(s): D. Massaro | Asistencia: 10.825 espectadores Árbitro(s): D. Massaro |

| 21 de agosto de 1968 | Rangers                       | 3 : 0 | Unión La Calera | Santa Laura, Santiago                                     |                                                           |
|                      | Scandoli 2', 14' · Suárez 25' |       |                 | Asistencia: 10.825 espectadores Árbitro(s): R. Hormazábal | Asistencia: 10.825 espectadores Árbitro(s): R. Hormazábal |

2º Fecha
| 24 de agosto de 1968 | Deportes La Serena | 0 : 1 | Rangers  | Santa Laura, Santiago                              |                                                    |
|                      |                    |       | Díaz 47' | Asistencia: 9.624 espectadores Árbitro(s): J. Amor | Asistencia: 9.624 espectadores Árbitro(s): J. Amor |

| 24 de agosto de 1968 | Everton              | 2 : 1 | Unión La Calera | Santa Laura, Santiago                                 |                                                       |
|                      | Henry 3' · Rojas 80' |       | Graffigna 23'   | Asistencia: 9.624 espectadores Árbitro(s): D. Massaro | Asistencia: 9.624 espectadores Árbitro(s): D. Massaro |

3º Fecha
| 25 de agosto de 1968 | Everton                                                 | 5 : 0 | Rangers | Santa Laura, Santiago                                    |                                                          |
|                      | Begorre 32' · Rojas 34', 43' · Escudero 47' · Henry 86' |       |         | Asistencia: 6.627 espectadores Árbitro(s): Carlos Robles | Asistencia: 6.627 espectadores Árbitro(s): Carlos Robles |

| 25 de agosto de 1968                                                    | Deportes La Serena           | 3 : 1 | Unión La Calera   | Santa Laura, Santiago                                    |                                                          |
|                                                                         | Aracena 23', 79' · Leiva 33' |       | Mesías 40' (pen.) | Asistencia: 6.627 espectadores Árbitro(s): R. Hormazábal | Asistencia: 6.627 espectadores Árbitro(s): R. Hormazábal |
| Árbitro R. Hormazábal fue reemplazado por Hugo Durán el segundo tiempo. |                              |       |                   |                                                          |                                                          |

## Torneo Promocional
Los 4 primeros juegan la serie A para definir al 11° puesto. Los 4 últimos juegan la serie B para definir al equipo descendido de la temporada.
| Pos | Equipo             | PJ | PG | PE | PP | GF | GC | Dif | Pts |
| --- | ------------------ | -- | -- | -- | -- | -- | -- | --- | --- |
| 1   | Colo-Colo          | 14 | 9  | 5  | 0  | 37 | 17 | 20  | 23  |
| 2   | Unión Española     | 14 | 8  | 2  | 4  | 32 | 25 | 7   | 18  |
| 3   | Magallanes         | 14 | 5  | 6  | 3  | 29 | 24 | 5   | 16  |
| 4   | Rangers            | 14 | 5  | 5  | 4  | 16 | 22 | -6  | 15  |
| 5   | Unión La Calera    | 14 | 4  | 4  | 6  | 27 | 22 | 5   | 12  |
| 6   | Deportes La Serena | 14 | 3  | 5  | 6  | 14 | 21 | -7  | 11  |
| 7   | O'Higgins          | 14 | 3  | 3  | 8  | 19 | 35 | -16 | 9   |
| 8   | Unión San Felipe   | 14 | 2  | 4  | 8  | 18 | 26 | -8  | 8   |

PJ=Partidos jugados; PG=Partidos ganados; PE=Partidos empatados; PP=Partidos perdidos; GF=Goles a favor; GC=Goles en contra; Dif=Diferencia de gol; Pts=Puntos
|  | Juega la Serie A. |

### Serie A
| Pos | Equipo         | PJ | PG | PE | PP | GF | GC | Dif | Pts |
| --- | -------------- | -- | -- | -- | -- | -- | -- | --- | --- |
| 1   | Colo-Colo      | 6  | 5  | 0  | 1  | 24 | 11 | 13  | 10  |
| 2   | Unión Española | 6  | 4  | 1  | 1  | 17 | 10 | 7   | 9   |
| 3   | Rangers        | 6  | 1  | 1  | 4  | 10 | 15 | -5  | 3   |
| 4   | Magallanes     | 6  | 1  | 0  | 5  | 7  | 22 | -15 | 2   |

### Serie B
| Pos | Equipo             | PJ | PG | PE | PP | GF | GC | Dif | Pts |
| --- | ------------------ | -- | -- | -- | -- | -- | -- | --- | --- |
| 1   | Deportes La Serena | 6  | 4  | 0  | 2  | 13 | 9  | 4   | 8   |
| 2   | O'Higgins          | 6  | 4  | 0  | 2  | 10 | 8  | 2   | 8   |
| 3   | Unión La Calera    | 6  | 2  | 1  | 3  | 13 | 12 | 1   | 5   |
| 4   | Unión San Felipe   | 6  | 1  | 1  | 4  | 7  | 14 | -7  | 3   |

|  | Desciende a Segunda División. |

## Torneo Nacional (Fase Final)
| Pos | Equipo               | PJ | PG | PE | PP | GF | GC | Dif | Pts |
| --- | -------------------- | -- | -- | -- | -- | -- | -- | --- | --- |
| 1   | Santiago Wanderers   | 18 | 11 | 3  | 4  | 37 | 20 | 17  | 25  |
| 2   | Universidad Católica | 18 | 10 | 4  | 4  | 42 | 25 | 17  | 24  |
| 3   | Universidad de Chile | 18 | 9  | 6  | 3  | 31 | 17 | 14  | 24  |
| 4   | Palestino            | 18 | 7  | 6  | 5  | 37 | 34 | 3   | 20  |
| 5   | Huachipato           | 18 | 7  | 3  | 8  | 18 | 20 | -2  | 17  |
| 6   | Audax Italiano       | 18 | 5  | 5  | 8  | 20 | 26 | -6  | 15  |
| 7   | Green Cross-Temuco   | 18 | 5  | 5  | 8  | 29 | 36 | -7  | 15  |
| 8   | Deportes Concepción  | 18 | 4  | 6  | 8  | 21 | 28 | -7  | 14  |
| 9   | Santiago Morning     | 18 | 5  | 4  | 9  | 32 | 46 | -14 | 14  |
| 10  | Everton              | 18 | 4  | 4  | 10 | 20 | 35 | -15 | 12  |

|  | Campeón. Clasifica a la Copa Libertadores 1969. |
|  | Juega desempate.                                |

## Definición por el vicecampeonato
| Pos | Equipo               | PJ | PG | PE | PP | GF | GC | Dif | Pts |
| --- | -------------------- | -- | -- | -- | -- | -- | -- | --- | --- |
| 1   | Universidad Católica | 2  | 1  | 0  | 1  | 2  | 2  | 0   | 2   |
| 2   | Universidad de Chile | 2  | 1  | 0  | 1  | 2  | 2  | 0   | 2   |

PJ=Partidos jugados; PG=Partidos ganados; PE=Partidos empatados; PP=Partidos perdidos; GF=Goles a favor; GC=Goles en contra; Dif=Diferencia de gol; Pts=Puntos
|  | Clasifica a la Copa Libertadores 1969. |

| 9 de enero de 1969 | Universidad Católica  | 1 : 0 | Universidad de Chile | Nacional, Santiago                                       |                                                          |
|                    | Mario Livingstone 39' |       |                      | Asistencia: 33.224 espectadores Árbitro(s): Jorge Cruzat | Asistencia: 33.224 espectadores Árbitro(s): Jorge Cruzat |

| 11 de enero de 1969                                                                                    | Universidad de Chile   | 2 : 1 | Universidad Católica | Nacional, Santiago                                       |                                                          |
| | Marcos 70' · Hodge 76' |       | Juan Herrera 48'     | Asistencia: 63.720 espectadores Árbitro(s): Jorge Cruzat | Asistencia: 63.720 espectadores Árbitro(s): Jorge Cruzat |
| Universidad Católica clasifica a la Copa Libertadores 1969 por mejor diferencia de goles en el torneo. |                        |       |                      |                                                          |                                                          |

## Campeón
| Chile                        |
| Santiago Wanderers 2º Título |

## Goleadores
| Jugador              | Jugador            | Goles | Equipo               |
| -------------------- | ------------------ | ----- | -------------------- |
| Bandera de Paraguay  | Eladio Zárate      | 32    | Unión Española       |
| Bandera de Chile     | Osvaldo Castro     | 31    | Unión La Calera      |
| Bandera de Argentina | Orlando Garro      | 20    | Magallanes           |
| Bandera de Chile     | Carlos Reinoso     | 19    | Audax Italiano       |
| Bandera de Chile     | Carlos Caszely     | 19    | Colo-Colo            |
| Bandera de Chile     | Adolfo Olivares    | 19    | Santiago Morning     |
| Bandera de Chile     | David Henry        | 18    | Everton              |
| Bandera de Brasil    | Elson Beyruth      | 17    | Colo-Colo            |
| Bandera de Chile     | Francisco Valdés   | 17    | Colo-Colo            |
| Bandera de Argentina | Felipe Bracamonte  | 16    | Unión San Felipe     |
| Bandera de Argentina | Néstor Isella      | 16    | Universidad Católica |
| Bandera de Chile     | Rubén Marcos       | 16    | Universidad de Chile |
| Bandera de Chile     | Luis Aracena       | 15    | Deportes La Serena   |
| Bandera de Argentina | Mario Griguol      | 15    | Santiago Wanderers   |
| Bandera de Chile     | Carlos Villagarcia | 14    | Palestino            |
| Bandera de Chile     | Orlando Ramírez    | 14    | Palestino            |
| Bandera de Argentina | Mario Rodríguez    | 13    | Colo-Colo            |
| Bandera de Chile     | Raúl Pérez         | 13    | Deportes La Serena   |
| Bandera de Argentina | Gilberto Garcette  | 13    | Huachipato           |
| Bandera de Chile     | Francisco Galdamez | 13    | Unión Española       |
| Bandera de Ecuador   | Félix Lasso        | 13    | Universidad de Chile |